# Алея Слави (Андрушівка)
Алея Слави — меморіальний комплекс на честь воїнів-визволителів, воїнів-земляків, жертв Голодомору 1932-1933 рр. та репресованих (1937-1938), пам’ятка історії місцевого значення, що знаходиться в міському парку Андрушівки, Житомирська область. 

## Опис
Могила є центром меморіального комплексу Алеї Слави. Поховано 38 воїнів.  Прізвища 10 з них відомі.
В 1958 р. на могилі було встановлено залізобетонну скульптуру воїна. У 1970 р.  з фасадної сторони пам’ятника покладено плиту габро з викарбуваними на ній меморіальним написом та прізвищами десяти похованих. В 1993 р. проведено реконструкцію пам’ятника - залізобетонну скульптуру воїна знесено. В центрі могили покладено плиту габро з меморіальним написом та прізвищами 10 похованих воїнів-визволителів.
Ліворуч від братської могили на гранітних постаментах встановлено вісім бюстів уродженців Андрушівщини – Героїв Радянського Союзу: 
- Козлова Йосипа Дмитровича (1912-1993) – з с. Нехворощ;
- Маргуляна Лева Марковича (1903-1943) – з с. Стара Котельня;
- Мельника Василя Максимовича (1919-1999) – з с. Іванків;
- Савчука Степана Варфоломійовича (1915-1945) – з с. Глинівка;
- Федорчука Павла Степановича (1914-1940) – з с. Івниця.

Повних кавалерів орденів Слави: 
- Броніцького Олексія Васильовича (1922-1993) – з м. Андрушівки (Гардишівка);
- Красовського Петра Ілліча (1925-1965) – з с. Волиця;
- Струтовського Михайла Івановича (1910-1983) – з с. Малі Мошківці.

Праворуч від братської могили горизонтально в одну лінію покладено 37 плит сірого граніту. На 28-ми з них викарбувано 392 прізвища воїнів, які загинули на фронтах Великої Вітчизняної війни в 1941-1945 рр. На чотирьох плитах викарбувано, з розбивкою по сільських радах, прізвища загиблих в боях воїнів Андрушівського району. Одна плита – присвячена жертвам Голодомору 1932-1933 рр. та репресованим в 1937-1938 рр. На наступній одній  плиті - викарбувано прізвища загиблих воїнів-афганців: Бернадина Віталія Миколайовича (1966-1985) з с. Гарапівки; Грабовського Леоніда Альбіновича (1962-1982) з с. Івниці; Джури Володимира Леонідовича (1960-1980) з м. Андрушівки; Томчука Станіслава Івановича (1960-1980) з с. Жерделі. Одна  плита – борцям, які боролися волю та незалежність  української держави. На трьох  плитах  викарбувано присвятні написи.
З протилежного боку алеї, за 50 м від братської могили, знаходиться скульптурна група – 3 воїни на повний зріст. Праворуч і ліворуч від скульптурної композиції споруджено по дві бетонні стели, обрамлені плитами червоного лабрадориту. Скульптор Д. Н. Красняк, архітектор М. Г. Марчук.